# Варвус, Ольга Викторовна
О́льга Ви́кторовна Варвус (род. 17 апреля, 1983 г. Тирасполь, МССР) — российская певица, пианистка, общественный деятель, автор песен, педагог, Финалистка 5 сезона вокального шоу «Ну-ка, все вместе!» на канале Россия-1.
Владеет уникальной вокальной техникой в традициях старой итальянской школы Bel Canto.
Посол фонда «Русский мир», АНО «Евразия».

## Биография
Ольга Варвус родилась 17 апреля 1983 г. в городе Тирасполе, Молдавия.
Прабабушка и прадедушка оперные певцы, солисты Кемеровского театра оперы и балета. Семья переехала в МССР в начале 70х.
Дедушка Олег Николаевич Тарасенко, основатель и генеральный директор предприятия «Тирастеплоэнерго» с 1970 по 2004 г.
Мать Варвус Наталия Олеговна — поэтесса, филолог, педагог.
Отец Варвус Виктор Петрович — архитектор, градостроитель.
Окончив с отличием музыкальную школу по классу фортепиано, поступает в музыкальное училище им. А.П.Рубинштейна на кафедру «Музыкальное искусство эстрады».
Благодаря педагогам, она знакомится с джазом, исполняет произведения Дж. Гершвина, О. Питерсона, С. Джоплина и др., получает опыт работы с эстрадным оркестром в качестве пианистки, вокалистки, дирижёра.
В 2019 году с отличием закончила магистратуру РАНХиГС при Президенте РФ, кафедра ЮНЕСКО. Защитила магистерскую диссертацию (тема работы — «Культурные практики продвижения имиджа Русского мира за рубежом: Вопросы межведомственного взаимодействия и управления ресурсами»).

## Творческая карьера
С 2001 года активно участвует в международных конкурсах и фестивалях исполнителей эстрадной песни.
В 2001 году стала обладательницей I премии на международном конкурсе эстрадной музыки «Славянская звезда» (Орёл, Россия).
В 2002 году покорила жюри фестиваля «Морская звезда» (Румыния); II премия на конкурсе «Золотой шлягер», Белоруссия.
В 2003 году — I премия фестиваля «Plai Natal».
В 2004 году — первое место на фестивале «Ялта-2004» (Украина).
В 2006 году — Гран-при на фестивале «Лица друзей-2006» (г. Кагул, Молдова) впервые на этом фестивале вручали Гран-при.
В 2008 году её авторская песня «King of seduction» вошла в финал российского отборочного тура «Eurovision», где Ольга Варвус заняла 12-е место. После выступления в эфире телеканала «Россия» её стали приглашать чаще на концерты.
С 2009 года Ольга активно гастролирует в странах Азиатско-Тихоокеанского региона, в том числе и со своим коллективом Varvus Band, с вокальной группой Bel Canto.
Принимает участие в концертах, презентациях и в официальных торжественных мероприятиях в России.
В 2009 году Ольгу приглашают выступить с программой русских народных песен в Китайской Народной Республике. Её уникальный тембр и высокое исполнительское мастерство покорили слушателей Гонконга, Гуанчжоу, Пекина.
В 2010 году стала солисткой Ансамбля пограничных войск ФСБ России. Постоянно развивает свои творческие способности, успешно пробует себя в новых вокальных и хореографических жанрах. Танцует степ, латино-американские и ирландские танцы.
В 2013 году получила Первую премию на международном конкурсе исполнителей романса «Большая Романсиада-2013», где в течение трёх конкурсных дней приняли участие более ста исполнителей из многих стран мира.
С 2016 года — постоянная участница телевизионного проекта «Романтика романса» на российском телеканале «Культура».
Её творческий диапазон необычайно широк: эстрада, романс, джаз. Знакомство с творчеством Ольги Варвус пробуждает позитивные эмоции, дарит незабываемый праздник тем, кто любит и ценит высокое исполнительское искусство.
В 2023 году стала финалистом 5 сезона шоу «Ну-ка все вместе!» на канале «Россия», а до этого несколько сезонов была в составе звездной сотни.

## Семья
- Муж Ион Морару — композитор, музыкальный продюсер[11].
- Дочь Мария Морару[11].

## Награды и звания
- Заслуженный артист Приднестровской Молдавской Республики (15 марта 2018 год)[12][13]